# Hans Eijsvogel

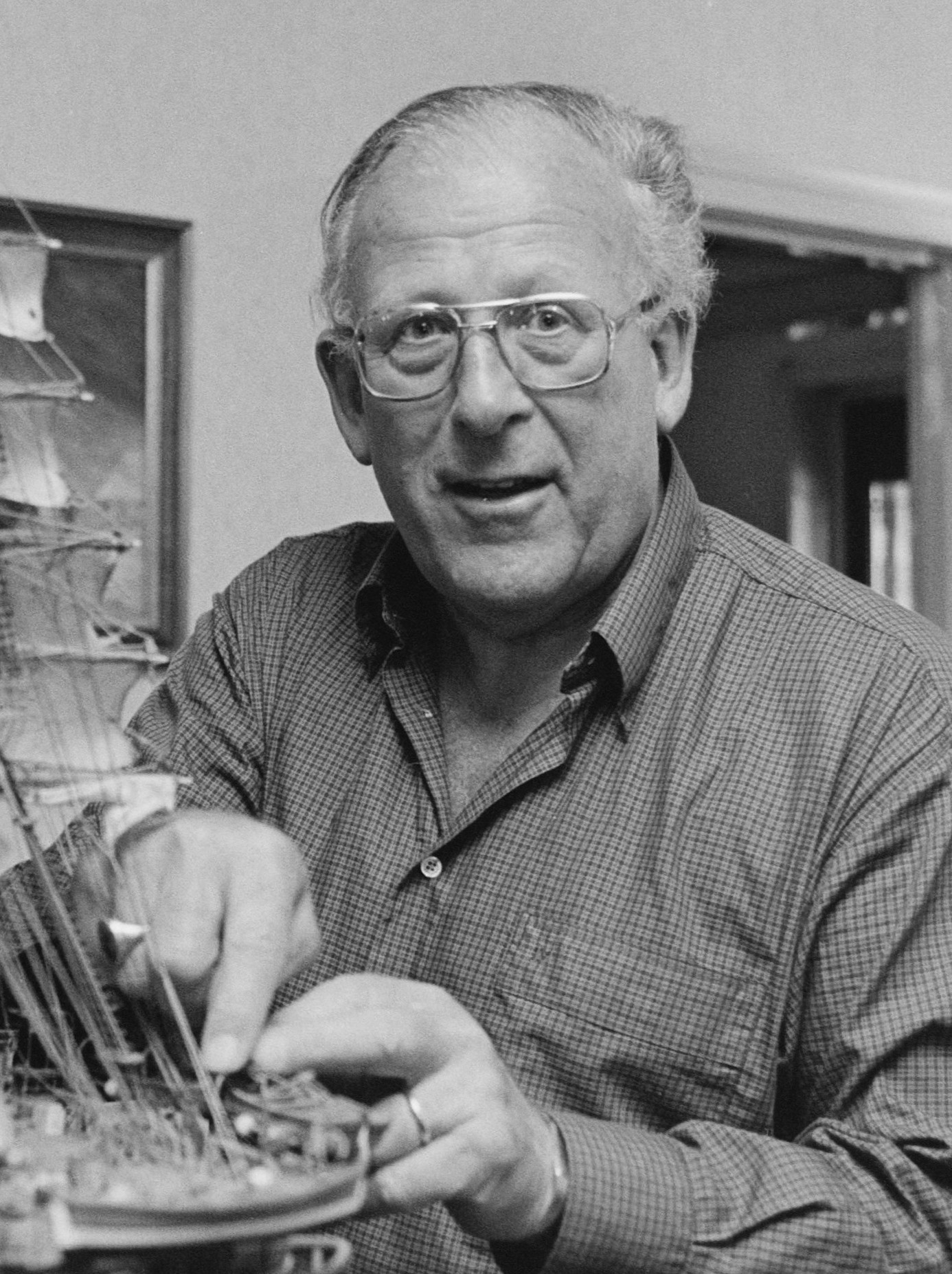
Hans Eijsvogel in 1994

Henri Herman (Hans) Eijsvogel (ook wel geschreven als Eysvogel) (Heemstede, 28 november 1927 - Aerdenhout, 4 februari 2019) was een Nederlands sportjournalist.

## Biografie
Van beroep was hij tandarts. Als hobby beoefende hij diverse paardensporten zoals de military, en hij was actief als amateurjockey.
In 1952 werkte hij mee aan een film over de paardensport. Daarop werd hij door AVRO's Tom Schreurs gevraagd voor het sportprogramma De Sportrevue. Tweeënvijftig jaar lang gaf hij verslagen van de uiteenlopende disciplines ervan, zowel voor NOS Langs de Lijn op de radio als voor NOS Studio Sport op televisie. In de jaren 50 becommentarieerde hij de allereerste Eurovisie-uitzending op de Nederlandse televisie, een draverij uit Milaan. Terugkijkend op zijn werk zei hij in 2012 in Langs de Lijn: "Op doordeweekse dagen was ik tandarts en zaterdag en zondag verslaggever".
Tot de hoogtepunten uit de carrière van Eijsvogel behoren de verslaggeving van het goud van de Nederlandse springruitersploeg van de Olympische Spelen van 1992 en de successen van Anky van Grunsven. Ook was hij eenmalig te horen als medeverslaggever bij een hockeywedstrijd in 1984 tijdens de Olympische Spelen in Los Angeles waar de Nederlandse vrouwenploeg hockey het toernooi kon winnen. Van de ploeg maakte Eijsvogels dochter Marjolein deel uit, en daarom mocht hij zijn collega verslaggever Geerhard de Grooth bijstaan. De Nederlandse hockeydames wonnen die wedstrijd tegen Australië met 2-0 en werden daardoor olympisch kampioen.
Verder was hij goed bevriend met prins Bernhard. Hij gaf zijn, mede door André Buurman geschreven, memoires daarom de titel 1000 paarden en een prins.